# Stapelia paniculata
Stapelia paniculata là một loài thực vật có hoa trong họ La bố ma. Loài này được Willd. miêu tả khoa học đầu tiên.